# Farnham, Dorset
Farnham är en ort och civil parish i Storbritannien.   Den ligger i kommunen Dorset och riksdelen England, i den södra delen av landet, 150 km väster om huvudstaden London. Farnham ligger 86 meter över havet och antalet invånare är 183.
Terrängen runt Farnham är platt.Runt Farnham är det ganska tätbefolkat, med 160 invånare per kvadratkilometer. Närmaste större samhälle är Ferndown, 18,1 km sydost om Farnham. Trakten runt Farnham består till största delen av jordbruksmark.